# Steinkjeften
Steinkjeften är ett berg i Antarktis. Det ligger i Östantarktis. Norge gör anspråk på området. Toppen på Steinkjeften är 700 meter över havet.
Terrängen runt Steinkjeften är kuperad åt nordost, men åt sydväst är den platt. Trakten är obefolkad. Det finns inga samhällen i närheten. 